# Affonsea bullata
Affonsea bullata är en ärtväxtart som beskrevs av George Bentham. Affonsea bullata ingår i släktet Affonsea och familjen ärtväxter. Inga underarter finns listade i Catalogue of Life.